# Пагорб Слави (Львів)
Пагорб Слави (рос. Холм Славы) — меморіальний комплекс, де поховані російські та радянські військовики, що загинули під час першої світової та німецько-радянської воєн. Розташований у східній частині Львова на початку вулиці Пасічної. Загальна площа 0,76 га, пам'ятник садово-паркового мистецтва (з 1984). Об'єкт має статус національного (з 2002 року). Адміністративна частина історико-архітектурного заповідника «Личаківський цвинтар у Львові (від 1994 року).

## Історія
До першої світової війни митрополит Андрей Шептицький намагався отримати дозвіл на будівництво собору на ґрунтах, що були власністю Софії з Личаковських Яблоновської, але перешкодила війна. Після Галицької битви та подальшої окупації Львова російською армією постало питання, щодо поховання загиблих у битві та померлих від ран і хвороб у шпиталях російських вояків. Так, 1915 року, під патронатом родини російського генерал-губернатора окупованої Галичини графа Георгія Бобринського на реквізованих російською окупаційною владою ґрунтах, що знаходилися за нинішнім Личаківським парком та належали Софії Яблоновській, закладено російський військовий цвинтар.

Згідно з планом, виконаним 1918 року архітектором Адольфом Віттманом, цвинтар складався з двох частин. За Личаківським парком були 371 спільне та декілька поодиноких поховань російських військовиків (2023 поховання), у тому числі й ділянка з 92-х полеглих вояків мусульман. Мусульманську частину цвинтаря прикрашали небачені у цих краях надгробки. Ближче до нинішньої вулиці Пасічної було встановлено чотириметровий білокам'яний православний хрест, оточений невисокою огорожею. На гранітному постаменті встановлено пам'ятну таблицю з написом російською:
«Братскія могилы доблестныхъ русскихъ воиновъ жизнь положившихъ за Веру. Царя и Отечество 1914—1915 гг.»
Після відступу росіян зі Львова влітку 1915 року цвинтар залишився без нагляду і почав занепадати. У 1920-х роках ці терени почали використовувати для добування піску та випасу худоби цей процес пришвидшився. 1922 року князь Кароль Богуцький намагається відновити цвинтар та звертається до дирекції комісії у справі люстрації цвинтаря російських військовиків у Львові. На початку 1930-х років власники ґрунтів поставили перед магістратом вимогу про відшкодування за землю, яка була зайнята російським військовим цвинтарем. Ціна відшкодування виявилася надто завищеною і магістрат ухвалив рішення ексгумувати всі поховання на російському військовому цвинтарі. Як наслідок, у 1936 році поховання російських військовиків на обох ділянках цвинтаря було ексгумовано та перенесено на східну ділянку колишнього військового цвинтаря вояків австрійської армії, розташованого з північного боку Личаківського цвинтаря.
Вже по закінченню Другої світової війни, прах вояків Червоної армії та партизанів, які загинули під час Другої світової війни, було вирішено перенести на «Пагорб Слави». 12 березня 1945 року затверджено проєкт будівництва військового меморіалу за спільним проєктом архітекторів Андрія Натальченка, Генріха Швецького-Вінецького, Івана Персікова за участю інженерів тресту зеленого будівництва С. Каплан та С. Колодяжного. Закладення сучасного меморіалу відбулося 23 лютого 1948 року. 
Вхід до меморіалу оформлений двома пілонами з червоного пісковику, виконаними у вигляді спущених знамен. Центральна частина цвинтаря спроєктована у вигляді кола, поділеного навпіл Алеєю Героїв. У кожному півколі з надгробків, ліворуч та праворуч, по шість індивідуальних поховань. Загалом на цвинтарі поховано 65 вояків у спільних похованнях та 255  — індивідуальних. Добре вписалися в архітектуру й зелене вбрання Пагорбу Слави скульптурні групи, створені київськими та львівськими митцями. Праворуч — дві скульптурні групи «Клятва» та «Мати-Вітчизна» (скульптор Михайло Лисенко), ліворуч — скульптура «Воїн з прапором» (скульптор Василь Форостецький). Ліворуч від входу розташований гранітний обеліск, встановлений у 1952 році, під яким покояться тлінні рештки російських військовиків, які загинули під час першої світової війни. Праворуч головного входу розташоване поховання радянського диверсанта, агента НКВС, «розвідника Миколи Кузнєцова. Його тлінні рештки, як вважалося раніше, були перенесені з села Боратин на Пагорб Слави 27 липня 1960 року. На його похованні встановлений надгробок з червоного граніту з бронзовим барельєфом М. Кузнецова (архітектор В. Подольський). 2019 року бронзовий барельєф з поховання Миколи Кузнецова був викрадений невідомими особами. Також при вході на цвинтар від вулиці Пасічної встановлено бронзовий світильник, в якому під час відкриття меморіального комплексу «Пагорб Слави» 23 лютого 1958 року було запалено вогонь вічної слави.
1991 року меморіальний комплекс «Пагорб Слави» включено до складу історико-архітектурного заповідника «Личаківський цвинтар».
На вимогу закону України «Про засудження комуністичного та націонал-соціалістичного (нацистського) тоталітарних режимів в Україні та заборону пропаганди їхньої символіки», 16 квітня 2022 року на «Пагорбі Слави» демонтовані радянські символи та передані до експозиції Музею тоталітарних режимів «Територія терору», що на проспекті Чорновола у Львові. 26 жовтня 2023 року демонтовано радянський напис, а також переміщено до музею чотири скульптурні елементи тоталітарного періоду, 64 таблиці позбулися напису УРСР. Крім того, Львівська міська рада отримала два дозволи від Міністерства культури України та інформаційної політики України на ексгумацію та перенесення «братських» радянських могил. 9 листопада 2023 року на «Пагорбі Слави» демонтовано скульптурні групи — це «Мати-Вітчизна» і «Клятва», а також, скульптуру «Воїн з прапором» та перевезено також до музею тоталітарних режимів «Територія терору».
27 травня 2025 року колони на вході до «Пагорба слави» у Львові, демонтовані колони, які були вхідною брамою на меморіал. Також тут триває ексгумація радянських поховань. Питання подальшої долі території вирішуватимуть разом із громадою. Усі знайдені тлінні рештки та надмогильні плити перенесуть на спеціально визначене місце на Голосківський цвинтар.

## Світлини

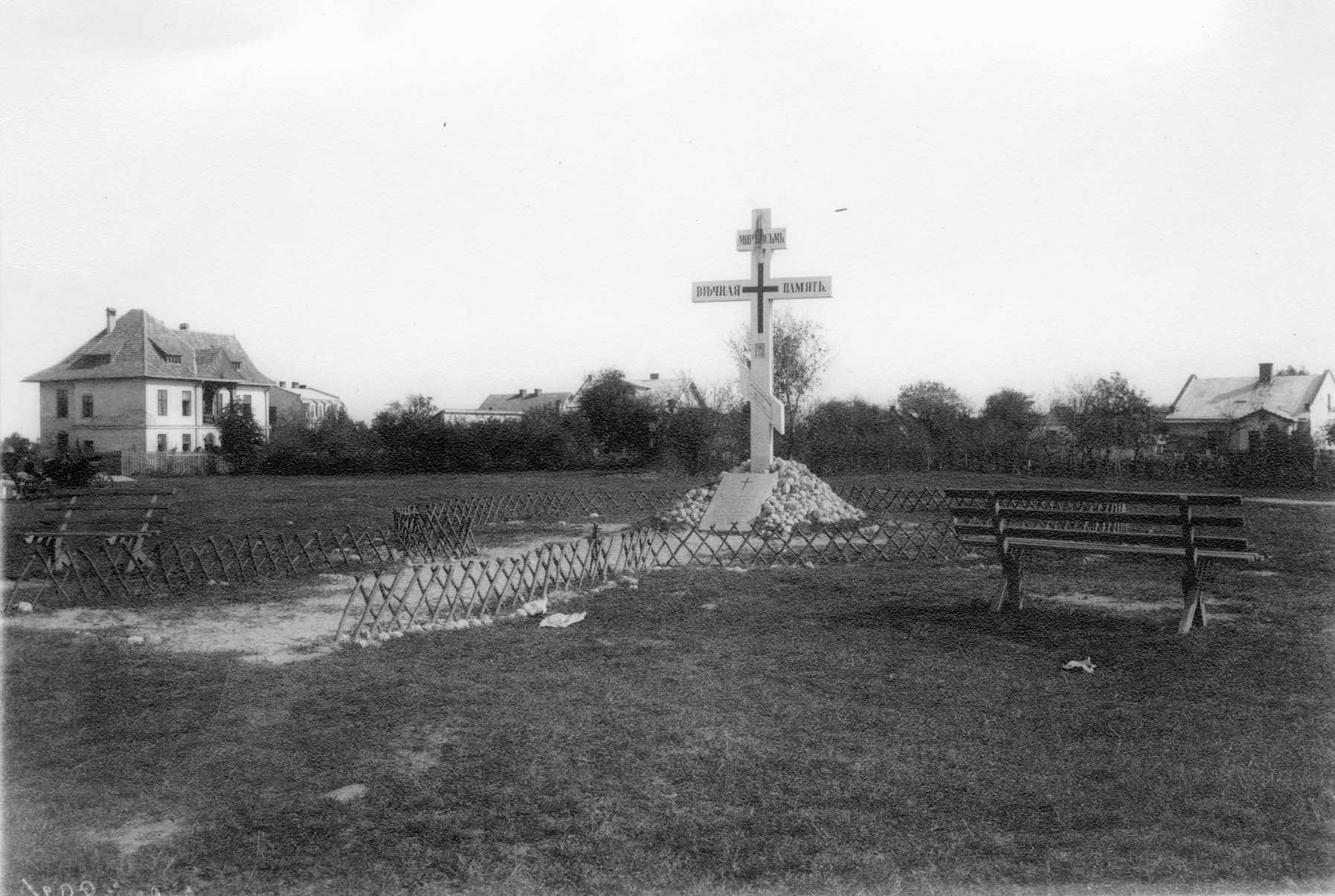
Православний хрест на російському військовому цвинтарі (1915 рік)
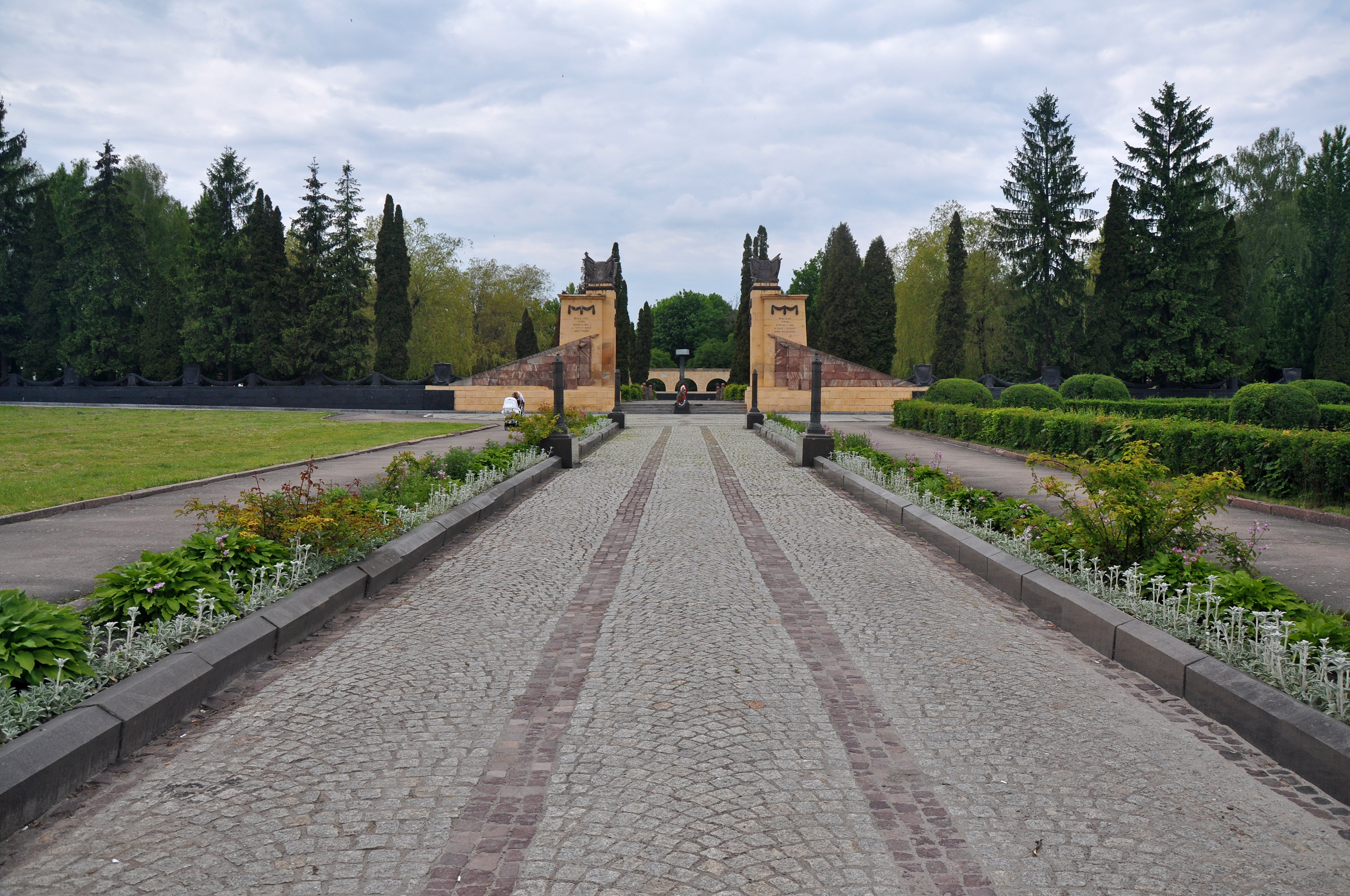
Центральна алея
Скульптура «Батьківщина-Мати»
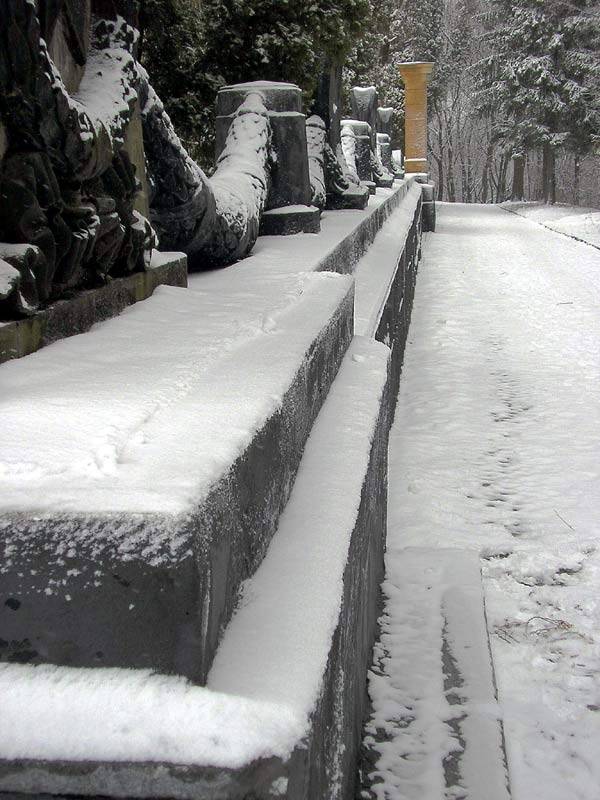
Огорожа меморіалу
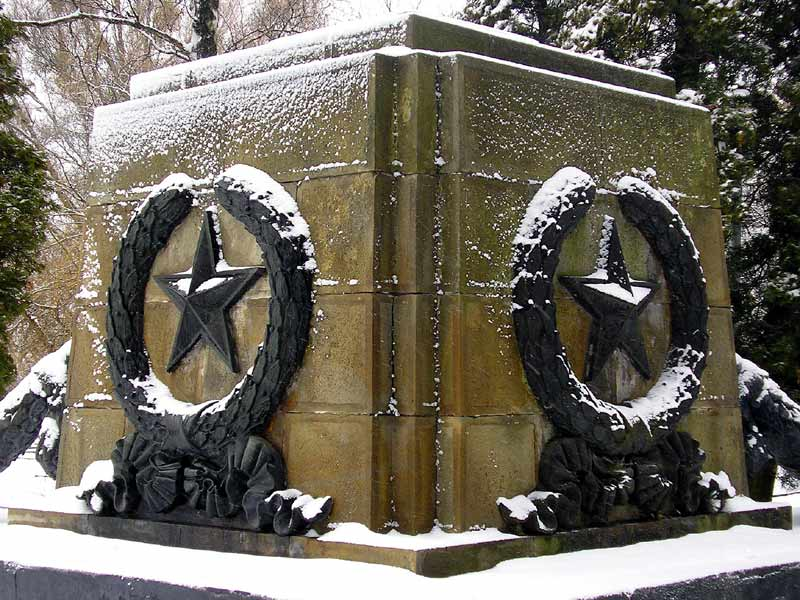
Елемент огорожі
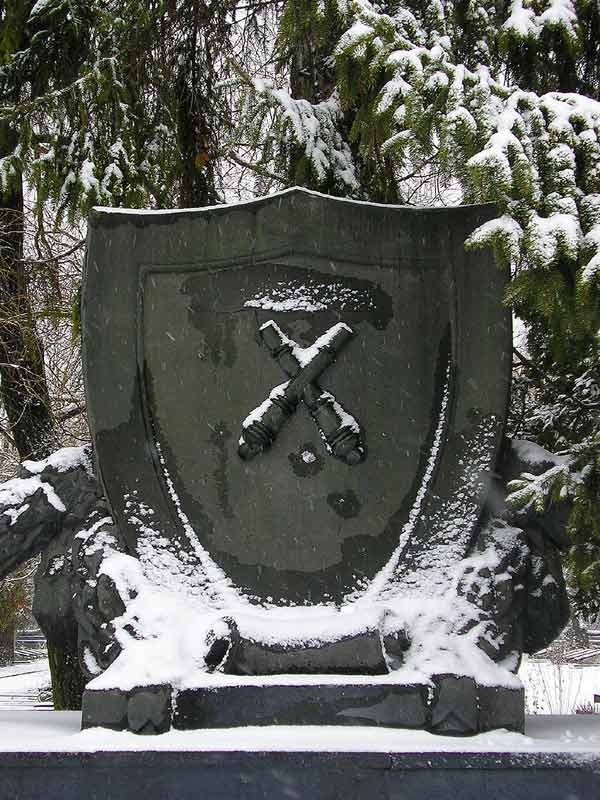
Артилерійський щит
Пам'ятник над спільною могилою воїнів-танкістів
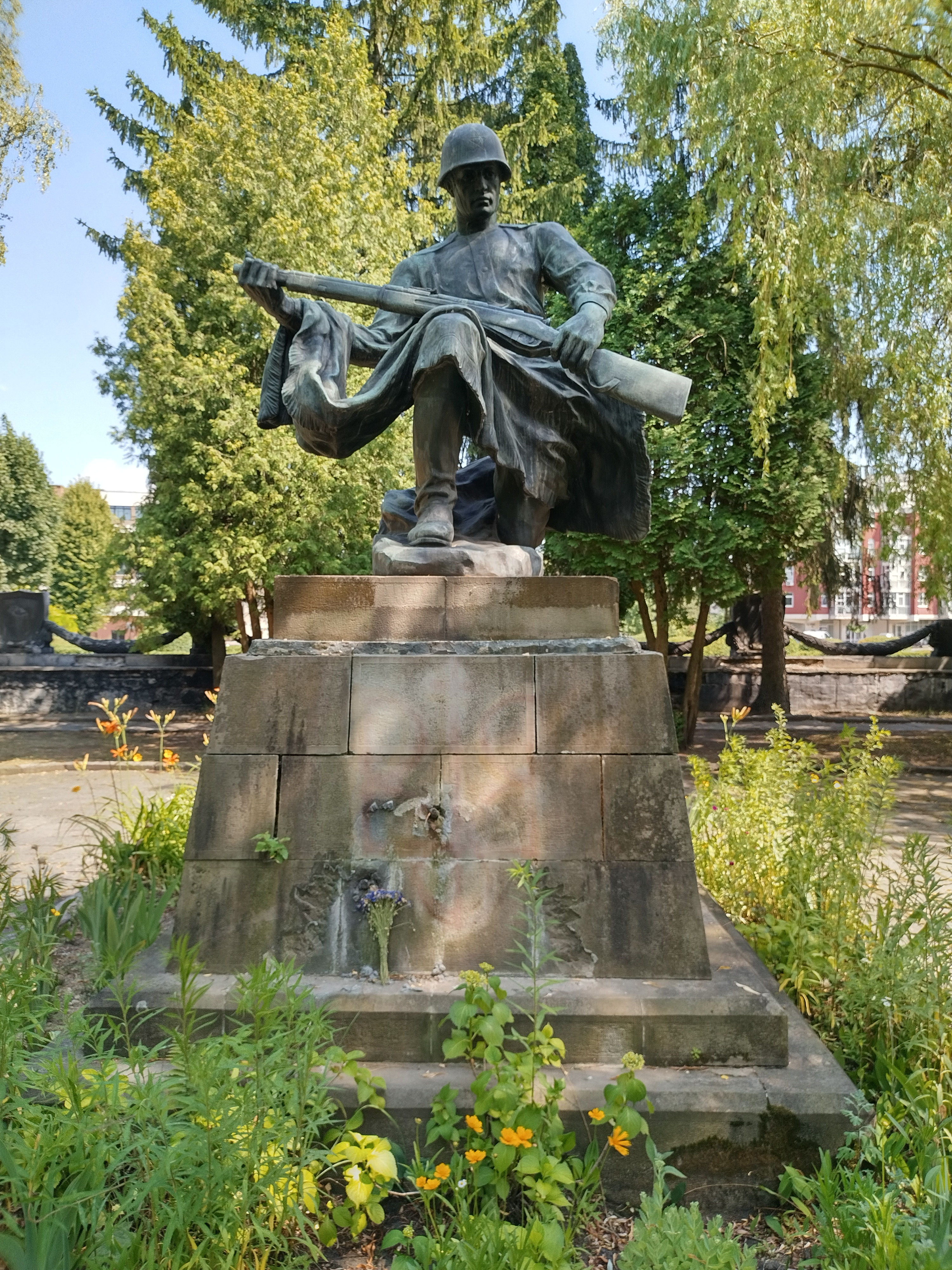
Скульптура «Клятва»
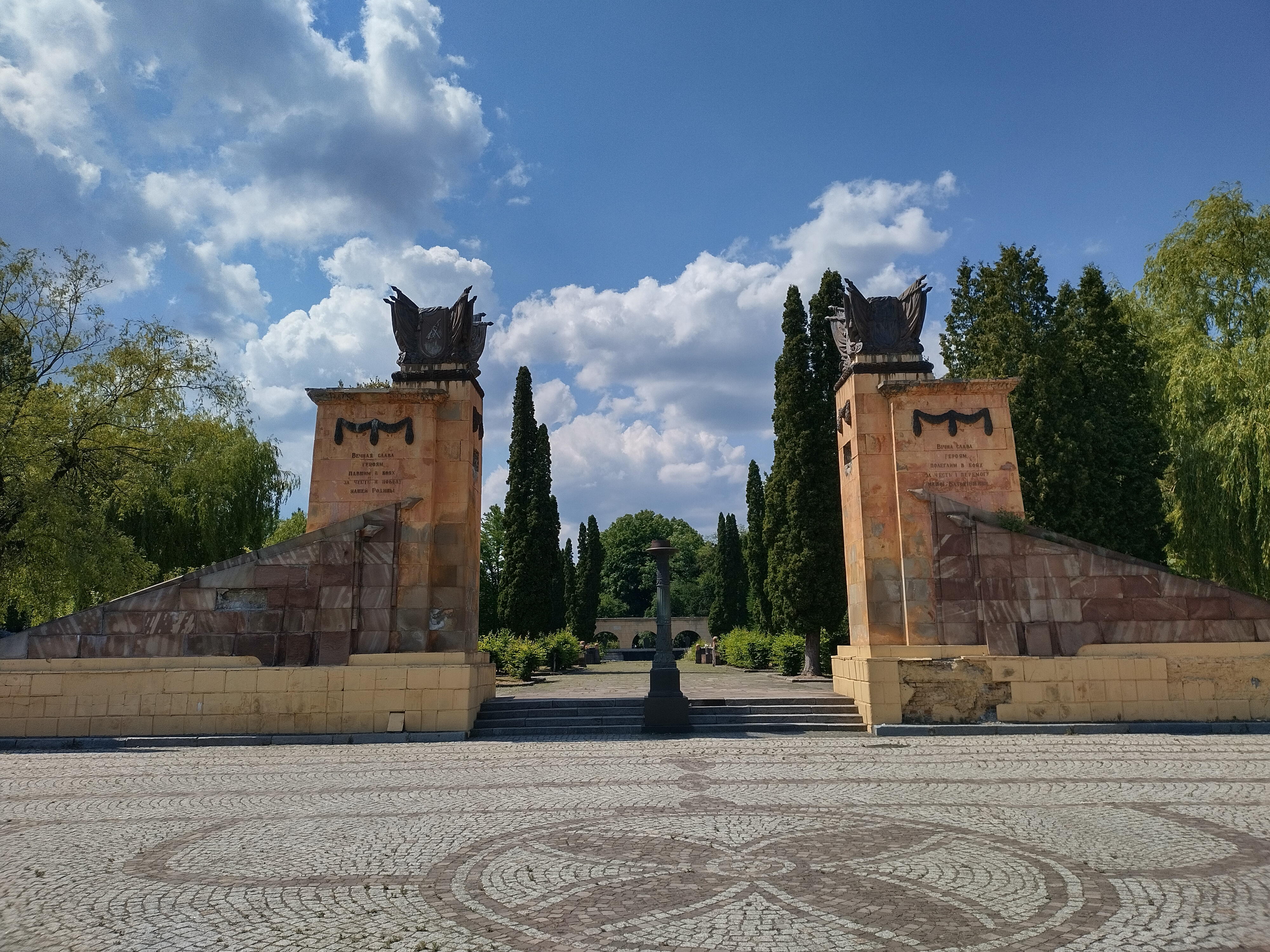
Головний вхід до меморіального комплексу (2022)
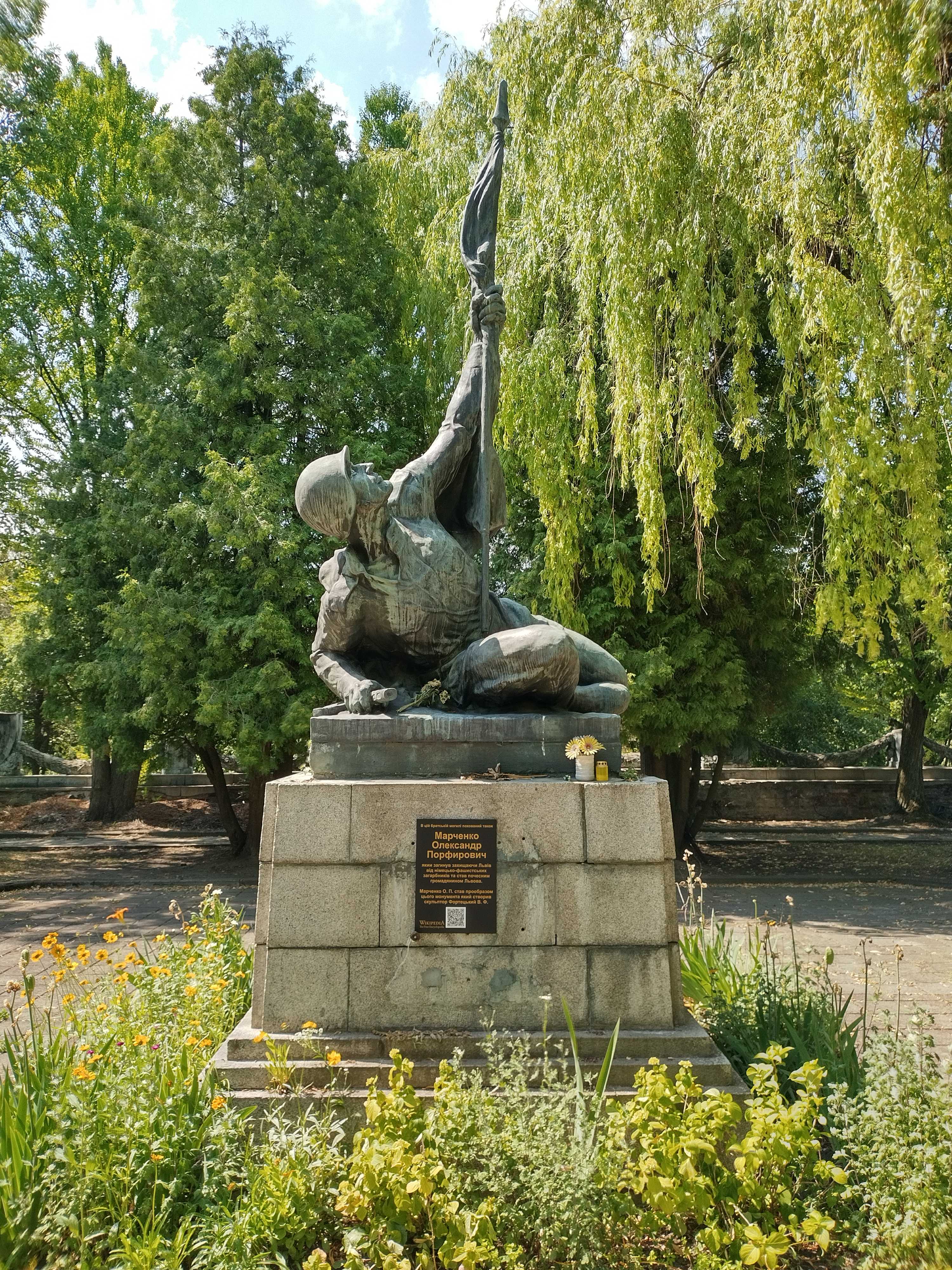
Скульптура «Воїн з прапором» на могилі Олександра Марченка

## Поховання

### Герої Радянського Союзу
- Абдуль Тейфук Амітович
- Артем'єв Тимофій Ничипорович
- Безруков Микола Григорович
- Борсоєв Володимир Бузинайович
- Вишневецький Костянтин Григорович
- Данилін Іван Микитович
- Горєлов Володимир Михайлович
- Кисельов Олександр Якович
- Ковалевський Анатолій Миколайович
- Кошманов Михайло Михайлович
- Крамарь Степан Трохимович
- Кузнецов Микола Іванович
- Кузнецов Сергій Єгорович
- Легезін Павло Костянтинович
- Лиховид Михайло Степанович
- Манкевич Валентин Іполітович
- Морозов Костянтин Степанович
- Ніколаєв Володимир Миколайович
- Свидинський Володимир Іванович
- Скриганов Вікентій Васильович
- Спєхов Федір Якович
- Тимошенко Опанас Іванович
- Шаренко Василь Денисович
- Шингирій Данило Павлович
- Шумилихін Іван Михайлович
- Чванов Лаврентій Андрійович
- Чуркін Василь Єгорович

Також на Пагорбі Слави був похований двічі Герой Радянського Союзу Клубов Олександр Федорович. 21 червня 2001 року його прах був перевезений до Росії і урочисто перепохований на Введенському меморіальному військовому цвинтарі міста Вологди.

## Шкільний музей
У 1964 році у Львівській середній школі № 64 було відкрито музей, присвячений Пагорбу Слави. Основою для створення музею послужили архівні документи, які протягом багатьох років збирав полковник Г. М. Рокотов. Директор школи А. І. Камишева та учні цієї школи Гехт С., Бірюкова Т., Щербіна Л., Бірман Л., Рукін В., Бірман Ф. та інші з ентузіазмом відгукнулися на пропозицію полковника Рокотова взяти участь у створенні і роботі музею. Значну допомогу в створенні і роботі музею надав підполковник А. Х. Пухов.